# Büyükbahçeli
Büyükbahçeli is een dorp in het Turkse district Kızılırmak en telt 42 inwoners (2000).
Centrale districtsplaats (İlçe Merkezi): Kızılırmak
Gemeenten (Beldeler): Geen
Dorpen (Köyler):
Aşağıalagöz · Aşağıovacık · Bayanpınar · Bostanlı · Boyacıoğlu · Büyükbahçeli · Cacıklar · Güneykışla · Hacılar · Halaçlı · Kahyalı · Kapaklı · Karadibek · Karallı · Karamürsel · Karaömer · Kavlaklı · Kemallı · Korçullu · Kuzeykışla · Sakarca · Saraycık · Tepealagöz · Tımarlı · Yeniyapan · Yukarıalagöz